# Український Національний Союз
Український Національний Союз (УНС) — координаційний осередок українських політичних партій (УПСФ, УСДРП, УПСР, УПСС) і культурно-громадських, професійних організацій (Селянська Спілка, Учительська Спілка, Правляче Товариство, Союз Залізничників, Всеукраїнська Поштово-Телеграфна Спілка, Лікарська Спілка, централя «Просвіти», Всеукраїнський Земський Союз тощо).

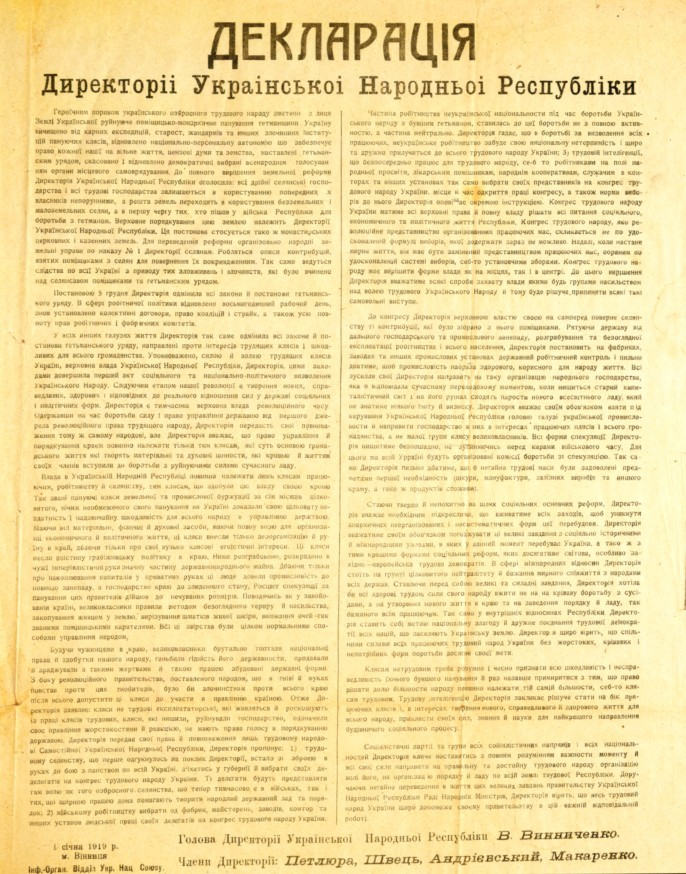
Листівка Українського Національного Союзу. 1 січня 1919 року.

Утворився на початку серпня 1918 року на базі Українського національно-державного союзу і стояв в опозиції до політики гетьманського уряду. УНС мав філії в Одесі, Вінниці, Кременчуці, Кам'янці Подільському, Полтаві. Він мав на меті створення демократично-парламентарного ладу та закріплення самостійності української держави.
5 жовтня 1918 делегація УНС відвідала гетьмана П. Скоропадського, яка домагалася реорганізації уряду та участі в ньому українських міністрів. Однак, переформований 24 жовтня 1918 уряд Ф. Лизогуба з участю О. Лотоцького, П. Стебницького, А. В'язлова, В. Леонтовича і М. Славінського не викликав довіри УНС, і коли 14 листопада 1918 Скоропадський проголосив федерацію України з майбутньою небільшовицькою Росією та затвердив кабінет на чолі з російським монархістом С. Гербелем, УНС розпочав проти гетьмана повстання. За результатами повстання гетьманат було повалено 14 грудня 1918 року. На зміну гетьманату прийшла Директорія УНР.
З приходом Директорії необхідність в союзі відпала і він припинив існування в січні 1919.

## Голови УНС
- Андрій Ніковський (з серпня 1918 по 18 вересня 1918)
- Володимир Винниченко (з 18 вересня 1918 по 14 листопада 1918)
- Микита Шаповал (з 14 листопада 1918 по січень 1919)

## Відновлення УНС
19 грудня 2009 року в Харкові була створена громадська організація Український Національний Союз. Організація мала націоналістичну ідеологію. Головою організації було обрано Голтвянського Олега Миколайовича. Головною метою організації було обрано повалення режиму Януковича. На рахунку організації проведення низки масових акцій у тому числі: маршів на честь Української Повстанської Армії в Києві, Харкові та Полтаві, акцій протесту по Справі Павліченків, акцій протидії проросійським силам в східній Україні та інших. Активісти УНС брали активну участь в Євромайдані. Добровольці зі складу Українського Національного Союзу беруть участь у АТО у складі різних підрозділів Збройних сил України, Національної гвардії і добровольчих підрозділів. Активісти громадської організації Український Національний Союз вважають себе правонаступниками УНС.